# Monanchora brasiliensis
Monanchora brasiliensis is een gewone sponsensoort uit de familie van de Crambeidae. De wetenschappelijke naam van de soort is voor het eerst geldig gepubliceerd in 2012 door Esteves, Lerner, Lôbo-Hajdu & Hajdu.